# Robert Mesuret
Robert Mesuret, né en 1908 et mort en 1972, est un historien de l’art et conservateur de musée originaire de Bordeaux et établi à Toulouse, spécialiste de l’art du sud-ouest de la France.

## Biographie
Robert Mesuret est né à Bordeaux le 30 avril 1908 au 19 rue du Temple.
Il suit des études en droit et soutient une thèse sur le droit maritime et commercial. Il est nommé secrétaire de la Conférence du stage des avocats à la cour de Bordeaux.
Il mène parallèlement des recherches dans le domaine de l’art et il est l’auteur d’une étude sur le peintre bordelais Pierre Lacourt publiée en 1937.
En 1938 il rencontre à Superbagnères sa future épouse, Raymonde Jourdet, et part s’installer avec elle à Toulouse.
Il manifeste un grand intérêt pour la ville et son patrimoine. Il y rencontre Pierre Lespinasse et Louis Lacroix et intègre rapidement les sociétés savantes toulousaines auxquelles il participe activement. Le 24 février 1944, il devient membre de la société des Toulousains de Toulouse.
Il a été président de l’Académie des Arts, mainteneur des Jeux Floraux, bibliothécaire de l’Académie des sciences inscriptions et Belles-Lettres, membre de la Société Archéologique du Midi de la France, trésorier du Syndicat d’initiative, membre des conseils d’administration de la Société des Toulousains de Toulouse, et de la Société de Géographie, correspondant de la Commission des Monuments historiques pour le département de la Haute-Garonne.
Il décède à Toulouse le 3 novembre 1972.

## Carrière de conservateur de musée
Il est nommé Conservateur de musée le 28 juin 1948 (arrêtés ministériels des 23 juillet 1949 et 11 avril 1953) après une thèse à l’École du Louvre soutenue en 1946 pour laquelle il a utilisé des notes sur les artistes toulousains des XVIe et XVIIe siècles rédigées par Pierre Lespinasse avant son décès en 1943.
En 1942 Paul Mesplé, conservateur au musée des Augustins, organise une exposition des artistes toulousains du XVIIe siècle. Cette exposition sera reprise quelques années plus tard en 1947 avec l’aide de Robert Mesuret sous le titre L’âge d’or de la peinture toulousaine et sera présentée à Toulouse puis au musée de l’Orangerie.
Il devient conservateur des musées Saint-Raymond, Paul-Dupuy et Georges-Labit auxquels il apportera de nombreuses modifications au niveau de la muséographie  ce qui lui vaudra de nombreuses critiques.
« Il s'entendit un jour reprocher d'avoir transformé un musée en boîte de nuit parce qu'il avait utilisé la lumière indirecte, parce que les salles étaient trop vastes dans leur nouvelle "nudité"... »
Il est chargé de conférences à la Faculté des Lettres et Sciences Humaines de Toulouse ainsi qu'aux  Instituts français de Madrid, Valladolid, Barcelone, Valence, Saragosse, Pampelune, Saint-Sébastien.
Il est chargé d’inspection des musées de province.

## Publications
- Robert Mesuret, « Les formes et les techniques des retables commandés dans les ateliers de peinture de Toulouse de 1384 à 1597 » », Annales du Midi, vol. LVIII,‎ janvier 1956, p. 40-46
- Évocation du Vieux Toulouse, 1960[8]
- Toulouse et le Haut-Languedoc, 1961[9]
- Les Peintures murales du Sud-Ouest de la France du XIe au XVIe siècle, 1967[10] pour lequel il reçut un prix de l'Institut de France
- Les expositions de l’Académie royale de Toulouse, 1972[11]